# John B. L. Goodwin
Pour les articles homonymes, voir Goodwin.
John Blair Linn Goodwin (1912–1994) est un écrivain américain, surtout connu pour sa nouvelle The Cocoon (1946).
On la retrouve dans Alfred Hitchcock Presents Stories for Late at Night (1961) - Histoires à ne pas lire la nuit, traduites par Odette Ferry (Le Cocon) chez Le Livre de poche policier no 1983
Parmi ses autres œuvres, on peut citer le roman Freddy Fribbs, Flea (1938), le recueil de poèmes Mnemonic (1939), le livre pour enfants The Pleasant Pirate (1940), le roman The Idols and the Prey (1952) et la nouvelle A View From Fuji (1963).